# Esenbeckia leiocarpa
Esenbeckia leiocarpa är en vinruteväxtart som beskrevs av Adolf Engler. Esenbeckia leiocarpa ingår i släktet Esenbeckia och familjen vinruteväxter. Inga underarter finns listade i Catalogue of Life.